# Världsmästerskapet i utomhushandboll för herrar 1959
Världsmästerskapet i utomhushandboll för herrar 1959  för herrar hölls i Österrike mellan den 13 och 21 juni 1959. Mästerskapet organiserades av Internationella handbollsförbundet (IHF). Tyskland blev världsmästare, representerat av ett gemensamt lag av Förbundsrepubliken och DDR (åtta spelare vardera, en tränare vardera). 
I april och juli 1957 var det två inofficiella screeningmatcher mellan de två tyska lagen, som hade besökts av 30 000 åskådare i Hannover och 80 000 i Leipzig. Båda matcherna vanns av respektive gästlag (Östtyskland i Hannover med 16-13, Västtyskland i Leipzig med 19-4). 

## Deltagande lag
Tolv nationer hade anmält sig till turneringen: Belgien, Danmark, Tyskland, Frankrike, Jugoslavien, Österrike, Polen, Rumänien, Sverige, Schweiz, Spanien och Ungern. Belgien, Frankrike, Spanien och Jugoslavien tävlade dock inte. Efter att Spanien ställt in sin medverkan sattes ett B-lag från Österrike in för att kunna få ihop åtta lag i två fyrlagsgrupper. Matcherna mot det här laget räknades inte officiellt. 
Efter en elimineringsrunda i med utslagning spelades matcherna i en huvudrunda med två grupper "alla mot alla", i slutspelet tre finaler för att avgöra placeringarna 1 till 6. Den bästa målskytten var Olimpiu Nodea  i Rumänien med 28 mål före Josef Steffelbauer i Österrikes A-lag med 27 mål.

## Elimineringsrunda
I elimineringsrundan var fyra matchpar inplanerade, vars förlorare eliminerades, medan vinnarna (Rumänien, Ungern, Danmark och Spanien) gick vidare till huvudrundan: 
- Rumänien - Polen 11-7 i Ratibor
- Ungern -Jugoslavien där Jugoslavien ställde in sitt deltagande och Ungern blev direktkvalificerade.
- Danmark- Belgien Först ställde Danmark in sitt deltagande och Belgien var kvalificerat. Sedan ställde Belgien in sitt deltagande på grund av reskostnaderna, Då åkte Danmark till VM.
- Spanien - Frankrike Båda lagen ställde in sitt deltagande och ersattes av Österrikes B-lag.

Detta visar att det blev svårare att få nationer att delta i dessa utomhusmästerskap.

## Huvudrunda
I två grupper med fyra länder i varje grupp spelar "alla spela mot alla". Grupp A hade endast tre lag. Vinnarna i de två grupperna spelade turneringens final den andra placerade för plats 3 och 4, den tredjeplacerade för plats 5 och 6.

### Grupp A
| Tyskland    | - | Danmark     | 20-6 | i Salzburg   |             |
| Sverige     | - | Österrike B | 9-2  | i Innsbruck  | Utom tävlan |
| Tyskland    | - | Sverige     | 17-7 | i Linz       |             |
| Österrike B | - | Danmark     | 10-5 | i Klagenfurt | Utom tävlan |
| Sverige     | - | Danmark     | 20-5 | i Wien       |             |
| Tyskland    | - | Österrike B | 19-5 | i Graz       | Utom tävlan |

| Placering   | Land        | Mål   | Poäng |
| ----------- | ----------- | ----- | ----- |
| 1           | Tyskland    | 37-13 | 4     |
| 2           | Sverige     | 27-22 | 2     |
| 3           | Danmark     | 11-40 | 0     |
| Utom tävlan | Österrike B |       | -     |

### Grupp B
| Schweiz   | – | Ungern    | 11-7  | i Bregenz         |
| Rumänien  | – | Österrike | 19-6  | i Krems           |
| Rumänien  | – | Ungern    | 18-12 | i Bruck           |
| Österrike | – | Schweiz   | 15-13 | i Wien            |
| Österrike | – | Ungern    | 16-14 | i Linz            |
| Rumänien  | – | Schweiz   | 14-9  | i Baden nära Wien |

| Placering | Land      | Mål   | Poäng |
| --------- | --------- | ----- | ----- |
| 1         | Rumänien  | 51-27 | 6     |
| 2         | Österrike | 37-46 | 4     |
| 3         | Schweiz   | 33-36 | 2     |
| 4         | Ungern    | 33-45 | 0     |

## Slutspel
| Om placering | Länder               | Resultat     | Matchort | Anmärkning  |
| 7 / 8:       | Ungern – Österrike B | 15-11        | i Linz   | Utom tävlan |
| 5 / 6:       | Schweiz – Danmark    | 17-7         | i Wien   |             |
| 3 / 4:       | Sverige – Österrike  | 18-9 (17-9?) | i Linz   |             |
| 1 / 2:       | Tyskland – Rumänien  | 14-11        | i Wien   |             |

## Slutställning
| Rang | Land      |
| ---- | --------- |
| 1    | Tyskland  |
| 2    | Rumänien  |
| 3    | Sverige   |
| 4    | Österrike |
| 5    | Schweiz   |
| 6    | Danmark   |
| 7    | Ungern    |

## Världsmästarna från Tyskland 1959
Dieter Nau klubb SG Eintracht Mombach 2 matcher/0 mål, Heinz Sesselmann BSG Motor Fraureuth 2/0 – Peter Baronsky VfL Wolfsburg1/4, Hans Lietz, SV Bayer 04 Leverkusen 2/0, Erwin Porzner, TSV 1860 Ansbach 3/1, Hans Ruff, TSG Haßloch 3/1, Hinrich Schwenker, ATSV Habenhausen 3/9, Paul Schwope, VfL Wolfsburg 3/0,  Werner Tiemann, Bayer 04 Leverkusen 1/1, Hans  Haberhauffe, ASK Vorwärts Berlin 2/5, Rudi Hirsch, SC Dynamo Berlin 3/9, Klaus-Dieter Matz, SC Dynamo Berlin 3/12,  Wolfgang Niescher, BSG Motor Gohlis Nord 2/2, Waldemar Pappusch, ASK Vorwärts Berlin 3/6, Hans-Gert Stein, SC DHfK Leipzig 1/0, Hans-Jürgen Wende, SC Aufbau Magdeburg 3/1.

## De svenska bronsmedaljörerna
Rune Nilsson, Ingolf Segercrantz, Jerker Tellander, Stig-Lennart Olsson, Lennart Lorenzson, Hans Olsson, Lars-Axel Johansson, Leif Andersson, Kjell Jönsson, Stig Nilsson, Kjell Jarlenius, Björn Gullström, Uno Danielsson, Göran Helder, Olle Althin och Bo Karnehammar.